# Rutherford (Nova Jérsei)
Rutherford é um distrito localizado no estado americano de Nova Jérsei, no Condado de Bergen.

## Demografia
Segundo o censo americano de 2000, a sua população era de 18.110 habitantes.
Em 2006, foi estimada uma população de 17.871, um decréscimo de 239 (-1.3%).

## Geografia
De acordo com o United States Census Bureau tem uma área de
7,6 km², dos quais 7,3 km² cobertos por terra e 0,3 km² cobertos por água.

## Localidades na vizinhança
O diagrama seguinte representa as localidades num raio de 4 km ao redor de Rutherford.